# Хуан од Аустрије
Хуан од Аустрије (шп. Juan de Austria; Регензбург, Свето римско царство, 24. фебруар 1547. — Буже, Шпанска Низоземска (данашња Белгија), 1. октобар 1578) је био ванбрачни син Карла V и Барбаре Блумерг, грађанке немачког порекла.

## Служба
Служио је као војник и политичар у служби свог полубрата, Филипа II, краља Шпаније. Био је врховни командант Свете лиге која је 1571. године однела победу над османском флотом у бици код Лепанта.
После смрти пољског краља Сигисмунда II Августа (1572), дон Хуан је у мају 1573. кандидован за новог краља Пољске и Литваније, али је изгубио у корист војводе Анжујског, будућег Анрија III.
Дон Хуан је 1576. постављен за гувернера Шпанске Низоземске: побуњеним провинцијама понудио је помирење - повлачење шпанске војске у замену за обнову католичке цркве у свим провинцијама. Под притиском калвиниста и геза, Холандија и Зеланд одбиле су његову понуду, што је довело до обнове рата: дон Хуан је 1577. заузео Немур, али је следеће године умро од грознице. На његово место дошао је Александро Фарнезе, војвода од Парме.

## Породично стабло
|  |                                        |  |  |  |  |  |  |  |  |  |  |  |  |  |  |  |
|  | 2. Карло V, цар Светог римског царства |  |  |  |  |  |  |  |  |  |  |  |  |  |  |  |
|  |                                        |  |  |  |  |  |  |  |  |  |  |  |  |  |  |  |
|  |                                        |  |  |  |  |  |  |  |  |  |  |  |  |  |  |  |
|  | 1. Хуан од Аустрије                    |  |  |  |  |  |  |  |  |  |  |  |  |  |  |  |
|  |                                        |  |  |  |  |  |  |  |  |  |  |  |  |  |  |  |
|  |                                        |  |  |  |  |  |  |  |  |  |  |  |  |  |  |  |
|  | 3. Барвара Бломберг                    |  |  |  |  |  |  |  |  |  |  |  |  |  |  |  |
|  |                                        |  |  |  |  |  |  |  |  |  |  |  |  |  |  |  |
|  |                                        |  |  |  |  |  |  |  |  |  |  |  |  |  |  |  |